# Савур-Могила
Савур Могила је стратешки важан врх на Доњецком побрђу 5 километара од границе Украјине и Русије. На самом врху (277 метара надморске висине) налази се спомен-комплекс посвећен палим борцима Великог отаџбинског рата 1943. Он је потпуно уништен током грађанског рата.

## Рат у Украјини
Почетком 2014. Савур Могила су заузеле снаге самопроглашене Доњецке Народне Републике. 23. јула побуњеници су оборили два Сухоја Су-25. 9. августа украјинска војска је заузела Савур-Могилу. Током контраофанзиве побуњеника, 21. августа прешла је у руке проруских побуњеника.